# سد گلانتان
سد گلانتان (به لاتین: Gelantan Dam) یک سد وزنی و نیروگاه برقابی در ویتنام است که در شهرستان هونگهه واقع شده‌است.